# Ай-Нинъёган
Ай-Нинъёган — река в России, протекает по Нижневартовскому району Ханты-Мансийского АО. Устье реки находится в 28 км по левому берегу реки Нинъёган. Длина реки составляет 28 км.

## Данные водного реестра
По данным государственного водного реестра России относится к Верхнеобскому бассейновому округу, водохозяйственный участок реки — Обь от впадения реки Вах до города Нефтеюганск, речной подбассейн реки — Обь ниже Ваха до впадения Иртыша. Речной бассейн реки — (Верхняя) Обь до впадения Иртыша.